# جينيراشن زيرو

جينيراشن زيرو (بالإنجليزية: Generation Zero)‏ هي لعبة من نوع تصويب منظور الشخص الأول من تطوير ونشر شركة أفالنش ستوديوز. أعلن عنها لأول مرة في يونيو 2018 وصدرت في 26 مارس 2019 على أجهزة بلاي ستيشن 4 وإكس بوكس ون.

## روابط خارجية
- جينيراشن زيرو على موقع IMDb (الإنجليزية)